# 埃登艾爾 (路易斯安那州)
埃登艾爾（英語：Eden Isle）是位於美國路易斯安那州聖坦曼尼堂區的一個普查規定居民點。

## 人口
根據2020年美國人口普查的數據，埃登艾爾的面積為12.98平方千米，當中陸地面積為7.87平方千米，而水域面積為5.11平方千米。當地共有人口7782人，而人口密度為每平方千米599.54人。